# Marie (Alpes-Maritimes)
Marie (auch Marie-sur-Tinée genannt, okzitanisch Mariò, italienisch Maria) ist eine französische Gemeinde im Département Alpes-Maritimes in der Region Provence-Alpes-Côte d’Azur. Sie gehört zum Arrondissement Nizza, zum Kanton Tourrette-Levens und zur Métropole Nice Côte d’Azur. Die Bewohner nennen sich Mariols.

## Geographie
Marie liegt in den französischen Seealpen. Die Gemeinde grenzt im Norden an Valdeblore, im Osten an Venanson, im Süden an Clans, im Südwesten an Bairols (Berührungspunkt) und im Westen an Ilonse. Das Dorf selbst liegt auf 628 m.

## Bevölkerungsentwicklung
| Jahr      | 1962 | 1968 | 1975 | 1982 | 1990 | 1999 | 2006 | 2012 |
| --------- | ---- | ---- | ---- | ---- | ---- | ---- | ---- | ---- |
| Einwohner | 75   | 50   | 44   | 50   | 64   | 50   | 83   | 91   |

## Sehenswürdigkeiten
Siehe: Liste der Monuments historiques in Marie (Alpes-Maritimes)